# Бурзин-шах
Бурзин-шах, также известный под арабским именем Барзан Джа, был иранским аристократом из Дома Карен. Потомок Сухры, он был губернатором Нишапура во время правления сасанидского царя Йездигерда III (ок. 632—651).

## Биография
Годы 651—652. Абдулла ибн Амир напал на Хорасан и заключил соглашение с канарангом Туса Канадбаком. В соглашении Канадбак соглашался платить дань арабам, в то время как он ещё имел контроль над своими территориями в Тусе. Чтобы укрепить ослабевший род Каренов и вернуть утраченную территорию Каренидов, Бурзин вместе с другим каренидом по имени Савар Карин оказал сопротивление арабам и попытался вернуть территорию у рода Канарангов. Однако Абдулла с помощью Канадбака напал на Нишапур и разбил двух повстанцев. Затем Абдулла вознаградил Канадбака, предоставив ему контроль над Нишапуром. Неизвестно, был ли Бурзин убит во время этого события.